# Silenos
Silenos (græsk Σειληνός) var i græsk mytologi en landbrugsguddom, en gud for dansen i vinpressen, som efterhånden blev gud for drukkenskab. Han var knyttet til Dionysos som hans læremester og ledsager. Hans navn er afledt fra ordene seiô, «at bevæge sig til og fra» og lênos, «vintruget».
Silenos var søn af en nymfe, enten Hermes eller Pan.

## Eksterne kilder og henvisninger
1. ↑   «Seilenos», Theoi.com

- Wikimedia Commons har flere filer relateret til Silenos

| Mytologi | Spire Denne artikel om mytologi er en spire som bør udbygges. Du er velkommen til at hjælpe Wikipedia ved at udvide den. |